# Myrmeleotettix
Myrmeleotettix is een geslacht van rechtvleugeligen uit de familie veldsprinkhanen (Acrididae). De wetenschappelijke naam van dit geslacht is voor het eerst geldig gepubliceerd in 1914 door Bolívar.

## Soorten
Het geslacht Myrmeleotettix omvat de volgende soorten:
- Myrmeleotettix angustiseptus Liu, 1982
- Myrmeleotettix antennatus Fieber, 1853
- Myrmeleotettix brachypterus Liu, 1982
- Myrmeleotettix ethicus Sirin & Çiplak, 2011
- Myrmeleotettix kunlunensis Huang, 1987
- Myrmeleotettix longipennis Zhang, 1984
- Myrmeleotettix maculatus Thunberg, 1815
- Myrmeleotettix pallidus Brunner von Wattenwyl, 1882
- Myrmeleotettix palpalis Zubovski, 1900
- Myrmeleotettix pluridentis Liang, 1987
- Myrmeleotettix zaitzevi Mishchenko, 1968